# Hans & Jørgen Larsen
Hans & Jørgen Larsen var et førende dansk entreprenør- og stenhuggerfirma. Firmaet var grundlagt i 1873 af Hans Wendelboe Larsen (død 1907) og Lars Jørgen Wendelboe Larsen (1851-1931).
I de første årtier efter firmaets grundlæggelse beskæftigede det ofte 3-400 mand. Hans & Jørgen Larsen blev bl.a. anvendt af arkitekt Vilhelm Dahlerup og har derfor udført stenhuggerarbejderne til Jesuskirken i Valby, Elefantporten på Carlsberg (herunder elefanterne tegnet af H.P. Pedersen-Dan) på Carlsberg, Statens Museum for Kunst, Ny Carlsberg Glyptotek og Ivar Huitfeldts monument på Langelinie, alle værker af Dahlerup.
En anden samarbejdspartner var Hans J. Holm, som tegnede nogle type-gravmonumenter for firmaet.
Af senere værker kan nævnes monumentet på Bornholm for Genforeningen fra 1923, hvis tilblivelse var usædvanlig: Stenen havde uden indskrift været på Haandværker- og Industriforeningens Udstilling i Rønne i 1923 som reklame for Hans & Jørgen Larsen, som ejede Moseløkkens Granitværk og huggepladsen ved Pilegade i Allinge. En inskription blev tilføjet, og et monument var født.
Ifølge Jørgen Larsen selv stod han selv i spidsen for reparationen og ombygningen af havnene på Bornholm, der var blevet ødelagt ved stormfloden i 1872. Dette arbejde foregik i årene 1874 til 1876 og omfattede Nexø, Svaneke, Allinge, Sandvig og Hasle havne. I begyndelsen af året 1881 købte Jørgen Larsen retten til at udtørre Gårdbo Sø i Vendsyssel og samtidig dermed 2 bøndergårde i dennes nærhed. Han købte Gårdbogård og lod en ny hovedbygning opføre 1893 ved Martin Borch.
Firmaet blev også benyttet ved opførelsen af KFUM-borgens ældre del (1898-1901), Taastrup Nykirke og Bispebjerg Hospital. En række gravmæler tegnet af Axel Berg blev udført af Hans & Jørgen Larsen samt gravmælet for arkitekten Ludvig Clausen.
Fra 1899 var Constantin Olsen medindehaver. Fra 1945 var Børge Larsen (1909-) indehaver. 
Firmaet lå først i Gartnergade 14, senere i Griffenfeldsgade 37 på Nørrebro og siden på Hostrupsvej 4 på Frederiksberg.